# سامانه بازشناسی با امواج رادیویی
سامانهٔ بازشناسی با امواج رادیویی (به انگلیسی: Radio Frequency Identification) (به اختصار RFID) سامانهٔ شناسایی بی‌سیمی است که قادر به تبادل داده‌ها به‌وسیلهٔ برقراری اطّلاعات بین یک Tag که به یک کالا، شیء، کارت و… متّصل شده‌است و یک بازخوان (Reader) است. سامانه‌های RFID از سیگنال‌های الکترونیکی و الکترومغناطیسی برای خواندن و نوشتن داده‌ها بدون تماس بهره‌گیری می‌کنند. اصولاً به هر سیستمی که قادر به خواندن و تشخیص اطلاعات افراد یا کالاها باشد سیستم شناسایی یا Identification System گفته می‌شود.
به‌طور کلّی شناسایی خودکار و نگهداری داده‌ها (AIDC) روشی است که طی آن خواه سخت‌افزاری یا نرم‌افزاری قادر به خواندن و تشخیص داده‌ها بدون کمک گرفتن از یک فرد هستند. بارکدها، کدهای دو بعدی، سیستم‌های انگشت نگاری، سامانهٔ شناسایی با استفاده از فرکانس رادیویی، سیستم شناسایی با استفاده از قرنیه چشم و صدا و… از جمله این راهکارها در این مقال می‌باشند. یکی از جدیدترین مباحث مورد توجه دانشمندان جهت شناسایی افراد یا کالاها استفاده از سیستم شناسایی با استفاده از فرکانس رادیویی یا RFID می‌باشد. RFID که مخفف سه واژه Radio Frequency Identification است؛ امروزه توسط فروشگاه‌های زنجیره‌ای بزرگی چون «وال مارت» و «مک دونالد» و نیز سازمان‌های مهمی چون "وزارت دفاع ایالت متحده آمریکا استفاده شده و امتحان خود را به خوبی پس داده‌است.

## آشنایی
تصوّر کنید که وارد یک فروشگاه زنجیره‌ای شده‌اید و اقلام مورد نیاز خود را داخل چرخ دستی قرار داده‌اید. صندوق دار با استفاده از بار کد باید تک تک اقلام داخل سبد را برداشته و اطلاعات آن را توسط بارکد خوان (Barcode Reader) یکی یکی به داخل رایانه وارد کند تا فاکتور اقلام انتخابی شما صادر گردد. بسیاری از اوقات به دلیل آنکه تعداد کالاهای خریداری شده بسیار زیاد می‌باشند؛ صفهای طولانی ای در فروشگاه‌های زنجیره‌ای تشکیل می‌شود. گاهی اوقات نیز مخدوش شدن علائم بار کد، از خواندن اطلاعات جلوگیری می‌کند، که این خود موجب مشکلات بیشتری می‌شود. با این فناوری جدید یعنی RFID شما سبد کالای خود را برمی‌دارید و بدون اینکه مجبور به ایستادن در صفهای طولانی شوید یا حتی بدون اینکه مجبور باشید اقلام خریداری شده را به صندوقدار یا نگهبان نشان دهید، از در خارج می‌شوید. چرا؟ چون شناسه روی کالا دیگر بارکد نیست بلکه از نوع  RFID می‌باشد و خودش با فرستان علائم رادیویی کلیه اطلاعات جاری خود از قبیل تعداد، قیمت، وزن، … را به کامپیوترهای موجود در درهای خروجی مخابره می‌کند. این شناسه‌ها دارای دو بخش تراشه و آنتن هستند و دارای عملکرد بسیار ساده‌ای می‌باشند؛ تراشه اطلاعات را از طریق آنتن منتشر می‌کند و حسگرهایی که در اطراف قرار دارند، این اطلاعات را دریافت می‌کنند.
از جمله مهم‌ترین محاسن این کاربرد کاهش سرقت یا دزدی و محاسبه سریعتر تعداد کالاهای موجود در انبار بدون نیاز و کمک به نیروهای انسانی است. شناسه‌ها (Tag) وسیله شناسایی متصل شده به کالایی است که ما می‌خواهیم آن را رد یابی کنیم و بازخوان‌ها (Reader)ها وسایلی هستند که حضور شناسه‌ها را در محیط تشخیص داده و اطلاعات ذخیره شده در آن‌ها را بازیابی می‌کنند. با توجه به اینکه این سیستم‌ها بر مبنای تغییرات امواج مغناطیسی یا فرکانس‌های رادیویی کار می‌کنند، جهت تقویت سیگنال‌های موجود در محیط گاهی اوقات از آنتن (تقویت‌کننده سیگنال) نیز استفاده می‌شود.

## تجهیزات مورد نیاز
به‌طور کلی فناوری RFID از تجهیزات ذیل جهت خود استفاده می‌کند:
- شناسه یا Tag
- بازخوان بر چسب یا Reader
- آنتن
- نرم‌افزار مدیریت اطلاعات

## شناسه TAG
شناسه‌ها وسیلهٔ شناسایی متصل‌شده به کالا، شیء یا فردی هستند که ما می‌خواهیم آن را ردیابی کنیم. اما اینکه هر یک از کالاها دارای اشکال و ظواهر گوناگون و نیز دارای محیط‌های فیزیکی گوناگونی است، این ضرورت را ایجاب می‌کند تا شناسه‌ها را با توجه به ویژگی‌های فیزیکی (ظاهریشان) دسته‌بندی کنیم.
به‌طور کلی بعضی از ویژگی‌های ظاهری Tagها به صورت زیر می‌باشد:
- شناسه‌هایی که دارای کفهٔ پلاستیکی از جنس PVC می‌باشند و معمولاً در وسط آن‌ها یک سوراخ دیده می‌شود که بسیار با دوام بوده و می‌توان از آن‌ها بارها و بارها استفاده کرد.
- شناسه‌هایی که شبیه کارت‌های اعتباری هستند و معمولاً به آن‌ها کارت‌های هوشمند بدون تماس (Contact less Smart Cards) گفته می‌شود.
- شناسه‌هایی که به صورت لایه‌های کاغذی بر روی شناسه ساخته می‌شوند که به آن‌ها شناسه‌های هوشمند (Smart Labels) گفته می‌شود.
- شناسه‌هایی که در محیطهای قابل فرسایش (مثلاً آب یا مایع) به خوبی کار می‌کنند. این‌گونه Tagها در کپسولهای شیشه‌ای قرار دارند.
- شناسه‌های کوچک که در داخل اشیاء عمومی مثل لباس، ساعت، دستبند و… کارگذاشته می‌شود. اغلب ممکن است به شکل یک کلیه یا دسته کلید به‌نظر برسند.

در صورتی‌که بخواهیم Tagها را با در نظر گرفتن منبع انرژی تأمین‌کننده‌شان دسته‌بندی کنیم به ۴ دسته اصلی تقسیم‌بندی می‌شوند:
- شناسه‌های غیرفعال Passive Tags که انرژی و برق مورد نیاز خود را از Readerها به وسیلهٔ یکسری از روش‌های تراگسیل بدست می‌آورند.
- شناسه Tagهای فعال Active Tags که انرژی مورد نیازشان توسط یک باتری داخلی و جهت برقراری ارتباط دارای یک پردازنده، یک حافظه و حسگر می‌باشند.
- شناسه Tagهایی نیمه غیرفعال Semi-Passive Tags که علاوه بر استفاده از باتری داخلی شان، می‌توانند از انرژی منتقل شده توسط بازخوان بر چسبReaderها نیز بهره‌مند شوند.
- شناسه Tagهای دو طرفه Two way Tags که علاوه براستفاده از باتری داخلی شان می‌توانند بدون کمک گرفتن از Readerها دیگر اقسام هم شکل خود را نیز شناسایی کرده و با آن‌ها به گفتگو بپردازند.

## بازخوان بر چسب Reader
قبلاً اشاره شد که بازخوان بر چسب Readerها وسایل الکترونیکی هستند که حضور Tagها را در محیط تشخیص داده و اطلاعات ذخیره شده در آن‌ها را بازیابی می‌کنند.
سه دسته عمده بازخوان بر چسب Readerها به‌صورت:
1. مدل ثابت Fixed Type
2. مدل دستی Handheld Type
3. مدل کارت PC Card Type

## مزایای استفاده از فناوری RFID
مزایا استفاده از این تکنولوژی به شرح ذیل است:
1. کاهش هزینه‌ها (کاهش فعالیت‌های دستی و افزایش سرعت)
2. اتوماسیون (بدون توقف)
3. کاهش خطا
4. کنترل فرایندهای غیرقابل رویت
5. امکان به روزرسانی بر چسب‌ها بدون دخالت دست
6. امنیت
7. یکپارچگی

## عیب‌ها
- نبود استاندارد معتبر که موجب عدم توسعه آن شده ولی تدوین استاندارد در آمریکا شروع شده‌است.
- هزینه راه‌اندازی این سیستم در مقایسه با سیستم‌های دیگر بیشتر است.
- ممکن است با سایر فرکانس‌ها و فلزات تداخل ایجاد کند.
- عدم شناسایی در محیط‌های مایع و حایل‌های فلزی در بعضی از برچسب‌ها
- تجاوز به حریم خصوصی افراد (می توان به‌طور غیرمحسوس حریم خصوصی افراد را کنترل کرد)

## اجزای یک سامانه بازشناسی

### برچسب ردیابی (Tag)
برچسب‌ها انواع گوناگونی دارند، امّا می‌توان آن‌ها را به دو دستهٔ عمده تگ‌های پسیو یا غیر فعّال و اکتیو یا فعّال دسته‌بندی نمود. تگ‌های غیر فعّال، باتری ندارند و انرژی لازم برای فعّال‌سازی پردازنده و ارسال اطلاعات خود را از سیگنالی که از آنتن Reader دریافت می‌دارند، تأمین می‌کنند؛ بدین ترتیب که ابتدا Reader امواجی را به سمت تگ ارسال می‌دارد، سپس پردازنده تگ با استفاده از انرژی این امواج، بیدار شده و دستور دریافتی از سوی Reader را پردازش می‌کند و توسط امواجی که انرژی آن‌ها هم از امواج دریافتی تأمین شده‌است، نتیجه را به Reader مخابره می‌کند.
برد این تگ‌ها بسیار محدود است؛ چرا که فاصله تگ از آنتن باید به اندازه‌ای باشد که انرژی که تگ دریافت می‌کند، توان بیدار کردن پردازنده و تأمین انرژی موج برگشتی را داشته باشد. معمولاً برد تگ‌های غیرفعال از چند سانتی‌متر تا چند متر است. از طرف دیگر تگ‌های فعال، انرژی لازم برای پردازنده و ارسال امواج به سمت آنتن را از باتری همراه خود تأمین می‌کنند. بدین ترتیب برد این تگ‌ها در برخی موارد تا چند صد متر هم می‌رسد. قیمت این تگ‌ها در حدود چند ده دلار است که به مراتب از تگ‌های غیرفعال (با قیمتی در حدود چند ده سنت) گران‌قیمت تر هستند.
یک پارامتر مهم در انتخاب تگ‌های اکتیو، طول عمر باتری آن است، چرا که پس از اتمام باتری، شما مجبورید باتری یا اغلب خود تگ را تعویض کنید و این باعث افزایش هزینه‌های می‌گردد. بدین ترتیب، طول عمر باتری یک عامل تعیین‌کننده در هزینه نهایی سیستم شما خواهد بود.
برچسب‌های RFID هر کدام دارای یک کد منحصربه‌فرد می‌باشند به‌طوری‌که هیچ دو برچسبی در دنیا تولید نخواهد شد که کد یا ID یکسانی داشته باشند و کلیهٔ تولیدکنندگان Tag تحت نظر انجمن بین‌المللی مبادرت به ثبت آن‌ها می‌نمایند. این برچسب‌ها از دو بخش اصلی تشکیل شده‌اند که بخش اول یک آنتن ماکرواستریپ بوده و بخش دوم یک چیپ الکترونیکی می‌باشد. این بخش‌ها به صورت کاملاً مسطح و بسیار کوچک هستند به‌طوری‌که می‌توانند آن‌ها را در درون کاغذ یک برچسب معمولی قرار دهند و از دید کاربر، تنها یک برچسب معمولی کاغذی خواهند بود. در بخش چیپ الکترونیکی برچسب‌ها یک فرستنده و یک گیرنده امواج رادیویی به همراه مدارهای پردازشگر الکترونیکی قرار دارد. در برخی از انواع این چیپها، حافظه نیز به مقدار دلخواه وجود دارد به‌طوری‌که هرنوع اطلاعات مربوط به کنترل و دسترسی می‌تواند مستقیماً روی برچسب و درحافظهٔ آن نوشته شود. در این صورت این برچسب درست مانند یک شناسنامهٔ الکترونیکی همراه محصول عمل خواهد کرد.

## تجهیزات مورد نیاز
به‌طور کلی فناوری RFID از تجهیزات ذیل جهت پیاده‌سازی بهیه خود کمک می‌گیرد:
1. انواع برچسب Tag
2. انواع خواننده بر چسب Reader
3. انواع نویسنده اطلاعات Printer
4. آنتن- تقویت‌کننده سیگنال
5. نرم‌افزار مدیریت اطلاعات
6. بانک اطلاعاتی، ساختار شبکه اطلاعاتی

## برچسب‌های فعّال، غیر فعّال و نیمه‌فعّال
برچسب غیر فعّال در واقع متشکّل از یک تراشهٔ کم‌مصرف است که به یک آنتن متصل شده‌است و خود این مجموعه در یک کاور پلاستیکی شبیه به کارت اعتباری تعبیه شده‌است. حافظه تعبیه شده داخل تراشه می‌تواند اطلاعات را در خود ذخیره نماید. تراشه می‌تواند به وسیله آنتن برچسب اطلاعات ذخیره را به دستگاه خواننده ارسال یا اطلاعات جدیدی را از دستگاه خواننده دریافت نماید. آنتن برچسب‌های فرکانس بالا (HF) از سیم پیچ‌های کوچک فلزی تشکیل شده‌است اما برچسب های UHF آنتن دوقطبی با یک هماهنگ‌کننده حلقه‌ای سیمی دارند. این برچسب‌ها را ترنسپوندر (transponder) یا برچسب‌های درون لایه‌ای (inlay) می‌نامند. از نظر فنی، برچسب درون لایه‌ای در واقع صفحه منعطفی است که روی آن تراشه و آنتن سوار شده‌است و آماده جاسازی درون برچسب هوشمند است. این برچسب‌ها در ابعاد و انواع مختلفی عرضه می‌شوند؛ بعضی اندازه کوچکی در حد ۱ cm×1 cm دارند.
برچسب‌های غیرفعال، انرژی مورد نیاز خود را به‌طور کامل از دستگاه ردیاب دریافت می‌کنند. اطلاعات یک برچسب غیرفعال تا فاصله ۶ متری قابل خواندن است و تولیدش کم هزینه تر است به همین جهت می‌تواند برای برچسب‌گذاری اجناس ارزانتر مورد استفاده قرار بگیرد. این برچسب‌ها به شکل یک بار مصرف طراحی می‌شوند تا بتوان از آن‌ها بر روی اجناسی که بعد از مصرف دور انداخته می‌شوند استفاده کرد. از آنجایی که این برچسب‌ها هزینه تولید کمتری دارند و می‌توانند به اندازه‌ای کوچک ساخته شوند که روی هر محصولی سوار شوند، موجب همه گیر شدن فناوری RFID در سطح جهان شده‌اند.
در برچسب‌های فعال و نیمه فعال انرژی مورد نیاز از طریق یک باتری داخلی تأمین می‌شود. تفاوت برچسب فعال با برچسب نیمه فعال در این است که برچسب فعال برای ارسال امواج رادیویی به دستگاه ردیاب هم از باتری درونی خود بهره می‌گیرد در حالی که برچسب نیمه فعال برای ارسال سیگنال متکی به انرژی دریافتی از دستگاه ردیاب است. برچسب‌های فعال و نیمه فعال به دلیل داشتن اجزای بیشتر گرانتر از برچسب‌های غیرفعال هستند. این برچسب‌ها غالباً بر روی اجناس گرانقیمت تعبیه می‌شوند و نسبت به برچسب‌های غیرفعال امکان ردیابی از فواصل دورتری را دارند. این برچسب‌ها امواج فرکانس بالای ۸۵۰–۹۰۰ مگاهرتز ارسال می‌کنند که از فاصله ۳۰ متری یا حتی بیشتر قابل ردیابی و خواندن است. در صورت نیاز به برد بیشتر باتری‌های اضافی می‌توانند فاصل قابل ردیابی را به بیش از ۱۰۰ متر افزایش دهند. به عنوان مثال در حمل ونقل ریلی خودرو از برچسب فعال استفاده می‌شود در حالی که برچسب مناسب برای بطری یک شامپو برچسب غیرفعال است.
فاکتور دیگری که تأثیر به سزایی در هزینهٔ تولید برچسب RFID دارد، قابلیّت ذخیرهٔ اطلاعات است. برچسب‌ها از نظر قابلیت ذخیره اطلاعات سه نوع هستند:
فقط خواندنی (read only)، خواندنی و نوشتنی (read-write) و برچسب‌های worm (write once-read many). برچسب‌های فقط خواندنی شامل همان اطلاعاتی هستند که هنگام ساخته شدن در آن‌ها ذخیره می‌شود و نمی‌توان اطلاعات دیگری را بر روی آن‌ها ذخیره کرد. به اطلاعات ذخیره شده در برچسب‌های خواندنی نوشتنی می‌توان اطلاعات جدیدی اضافه کرد یا اینکه اطلاعات قبلی را پاک کرده و اطلاعات جدید را جایگزین آن کرد. به اطلاعات ذخیره شده در برچسب‌های worm می‌توان برای یک بار اطلاعات جدیدی (مثل شماره سریال و…) اضافه کرد اما بعد از آن دیگر امکان تغییر در محتوای ذخیره شده آن‌ها وجود ندارد.
قیمت هر برچسب غیرفعال مبلغی در حدود ۷ تا ۲۰ سنت است؛ اما برچسب‌های فعال و نیمه فعال گران‌ترند و معمولاً تولیدکنندگان قیمت آن‌ها را بر حسب قابلیت ذخیره و برد عملکردشان تعیین می‌کنند. هدف صنایع RFIDاین است که قیمت هر برچسب غیرفعال را به میزان ۵  سنت کاهش دهند تا شرکت‌های بازرگانی بیشتری از این برچسب‌ها استفاده نمایند.
برچسب هوشمند در واقع ترکیبی از فناوری بارکد و برچسب‌ها RFID با امکانات تبادل اطلاعات است. در واقع برچسب هوشمند متشکل از یک اتیکت از جنس مقوا یا مواد چسبنده ترکیبی است که درون آن یک برچسب درون لایه‌ای RFIDجاسازی شده‌است. فناوری برچسب هوشمند تلفیق دهنده امکان تبادل اطلاعات و قرائت خودکار برچسب با یک سیستم منعطف و با کیفیت برچسب زنی است.
مصرف کنننده می‌تواند اطّلاعات مورد نیاز خود را روی اتیکت برچسب چاپ کرده یا درون حافظه تراشه آن ذخیره‌سازی کند. درصورت نیاز می‌توان اطلاعات را به شکل ثابت یا قابل تغییر درون تراشه برچسب درون لایه‌ای کدگذاری کرد. برچسب هوشمند قادر است تمام فرمتهایی را که برای چاپ بارکد یا ذخیره‌سازی متن و گرافیک مورد نیاز است حفظ کند. همانند برچسب RFIDبرچسب‌های هوشمند را نیز می‌توان بعد از کدگذاری اولیه داده‌ها مجدداً برنامه‌ریزی کرد، در اطلاعات موجود تغییر ایجاد کرد یا اینکه اطلاعات جدیدی را به آن اضافه کرد. ابعاد یک برچسب هوشمند نوعی بین ۱×۱ اینچ تا ۴×۶ اینچ است.
برچسب‌های هوشمند مجهز به حسگر. این دسته از برچسب‌ها علاوه بر امکانات برچسب‌های عادی RFID مجهز به حسگری است که می‌تواند پارامترهای فیزیکی مختلف مثل دما، میزان رطوبت، فشار، میزان نور و… را اندازه‌گیری نماید. برچسب‌های مجهز به حسگر می‌توانند از نوع غیرفعال؛ نیمه فعال یا فعال باشد. حسگر یک برچسب غیرفعال برای شروع به کار کردن نیازمند دریافت سیگنال از دستگاه ردیاب است در حالی حسگر برچسب‌های فعال می‌تواند مستقلاً و با استفاده از انرژی باتری تعبیه شده درون برچسب کار کند، از این رو حسگر این نوع از برچسب‌ها می‌تواند اطلاعات مربوط به یک مشخصه فیزیکی را در طول یک بازه زمانی به‌طور کامل ثبت کند یا اینکه مشخصه خاصی را در ضمن اتفاقات از پیش تعریف شده اندازه‌گیری و ثبت نماید.
برچسب‌های مجهز به حسگر در مقایسه با فناوری‌های رقیب مزایای زیادی دارند که از جمله آن‌ها جمع‌آوری خودکار اطلاعات با زیرساختهای معمول است. برچسب مجهز به حسگر علاوه بر کارکرد معمول می‌تواند قابلیت‌های متنوعی داشته باشد: برچسب‌های مجهز به حسگر حرارتی می‌تواند نمودار دمای محصولات فاسد شدنی را در کل چرخه عرضه (به‌طور معمول این اقلام در تمام مراحل عرضه باید در دمای پایین نگهداری شوند) ثبت و ارائه نماید. برچسب‌های مجهز به حسگر شتاب می‌تواند تکان‌های شدیدی را که در ضمن حمل ونقل به کالاهای شکننده وارد می‌شود ثبت نماید و برچسبه‌های مجهز به حسگر رطوبت می‌تواند میزان رطوبت محیط را (برای کالاهایی که نسبت به رطوبت حساس هستند) اندازه‌گیری و ثبت کند.
دستگاه‌های خواننده برچسب. وظیفه دستگاه خواننده برچسب ردیابی و خواندن اطلاعات ذخیره شده در آن است. در فرایند خواندن اطلاعات دستگاه خواننده سیگنالی را به برچسب می‌فرستد (در مورد برچسب‌های غیرفعال) و سپس برچسب شروع به ارسال اطلاعات می‌کند و دستگاه خواننده آن را دریافت می‌کند. در مورد برچسب‌های فعال دستگاه خواننده سیگنالی را که به‌طور پیوسته از برچسب ارسال می‌شود دریافت و آن را به اطلاعات معنادار ترجمه می‌کند. دستگاه خواننده به ترتیب و به سرعت اطلاعات تک تک برچسب‌هایی را که در محدوده عملکردش قرار دارند می‌خواند. این فرایند خودکار زمان لازم برای خواندن برچسب‌ها را کاهش می‌دهد. شرکت بریتانیایی Marks&Spencer به شکل آزمایشی ۳٫۵ میلیون جعبه را برچسب‌گذاری کرد. در حالی که خواندن بارکد ۲۵ سینی محتوی جعبه‌ها روی نوار نقاله ۱۷٫۴ دقیقه طول می‌کشد خواندن برچسب‌های RFID تنها ۳ دقیقه طول کشید. این نتیجه حاکی از کاهش ۸۳ درصدی زمان خواندن اطلاعات جعبه‌های تعبیه بر روی هر نوار نقاله‌است.
اگر بیش از یک برچسب در دامنه عملکرد دستگاه خواننده قرار داشته باشد، تکنیک‌های گوناگونی برای خواندن همه آن‌ها به‌طور متوالی و با یک ترتیب مشخص وجود دارد. این دسته از تکنیک‌ها که تحت عنوان singulation شناخته می‌شود، در هر مرحله از قرائت برچسب‌ها تنها به برچسب‌هایی که کد سریال مشخصی دارند اجازه پاسخگویی می‌دهد. برنامه‌ای که طی آن دستگاه خواننده زمان پاسخگویی برچسب‌ها را مشخص می‌کند به روش “reader talks first” شهرت دارد. متقابلاً تکنیکی که طی آن برچسب‌ها به مجرد دریافت انرژی سیگنال دستگاه خواننده شروع به ارسال داده‌ها می‌نمایند، روش “tag talk first” نامیده می‌شود. روش اول در مقایسه با روش دوم دقت بیشتری دارد اما سرعت اجرای آن آهسته‌تر است.
فرکانس عملکرد دستگاه‌های خواننده از ۱۰۰ کیلوهرتز تا حدود ۵٫۸ گیگاهرتز متغیر است. به عنوان مثال دستگاه Tris S۲۰۰۰ که در لابراتوارها (Association for Information Systems) مورد استفاده قرار می‌گیرد با فرکانس ۱۳۴٫۲ کیلوهرتز کار می‌کند که حد پایین فرکانس‌های دستگاه‌های خواننده‌است. محدوده عملکرد سیستم‌هایی که با فرکانس پایینتری کار می‌کنند کوچکتر است اما در صورت وجود آب یا فلز در محیط عملکرد این سیستم‌ها کمتر است.
معمولاً دستگاهای خواننده به یک آنتن کنترل از راه دور متصلند، برخی ممکن است با استفاده از دستگاهی به نام multiplexer همزمان با چند آنتن کار کنند. دستگاه‌های خواننده در ابعاد متنوعی عرضه می‌شوند از دستگاه‌های کوچک دستی گرفته تا دستگاه‌های بزرگی که تمام قسمت ورودی یک خط تولید را می‌پوشاند. بعضی از دستگاه‌های خواننده علاوه برخواندن اطلاعات برچسب‌ها قادرند اطلاعات جدیدی را روی برچسب (برچسب‌هایی که قابل نوشت باشند) بنویسند، این به آن معنا است که داده‌های ذخیره شده در برچسب‌های خواندنی نوشتنی را می‌توان تغییر داد و در زمان مقتضی اطلاعان جدیدی را در برچسب ذخیره کرد. این قابلیت به ویژه زمانی سودمندی خود را نشان می‌دهد که استانداردها، فرایند تجاری و نیازهای مشتری در طول زمان تغییر کند. برچسب‌های خواندنی-نوشتنی قابل استفاده مجدد هستند که این امر موجب کاهش هزینه‌های عملیاتی دراز مدت می‌شود.
برای برنامه‌ریزی اولیه برچسب‌های هوشمند از «دستگاه چاپگر RFID» استفاده می‌شود، این دستگاه می‌تواند بارکد را بر روی اتیکت‌ها چاپ کند و هم‌زمان اطلاعات را در تراشه جاسازی شده درون اتیکت مقوایی ذخیره نماید.
فرکانسهای مورد استفاده در سیستم RFID. در حال حاضر برچسب‌های هوشمند موجود در بازار در سه محدوده فرکانسی کار می‌کنند. فرکانس‌های بالاتر محدوده عملکرد وسیعتری را فراهم می‌آورند در عین حال حساسیت بیشتر این فرکانس‌ها نسبت به مواد تشکیل دهنده برچسب و ظرفی که برچسب به آن الصاق شده‌است محدودیت‌هایی ایجاد می‌کند. اولین کانال فرکانسی مهم ۱۳٫۵۶ مگاهرتز است که در سطح بین‌المللی پذیرفته شده و تحت استاندارد ۱۴۴۴۲A&B (برای برد کوتاه) و ۱۵۶۹۳ (برای برد بلند) است. دومین فرکانس مورد توجه بوده‌است محدوده ۹۱۵ مگاهرتز است، این محدوده فرکانسی همان محدوده فرکانس مورد استفاده در سیستم تلفن‌های همرا آنالوگ است. سومین محدوده فرکانسی مورد استفاده ۲۴۵۰ مگاهرتز است. این محدوده فرکانسی نزدیک به فرکانس مورد استفاده در سیستم تلفن‌های همراه دیجیتال است و هم‌اکنون در ایالات متحده برای رهگیری چمدان‌ها در مسافرت‌های هوایی در حال آزمایش است.
برچسب‌های کوچک ۲٫۴۵ گیگاهرتزی به راحتی قابل الصاق بر روی همه نوع کالا با ابعاد گوناگون است؛ گرچه تأثیر ناخواسته جذب انرژی موج توسط آب باعث می‌شود برای کالاهای که در محیط مرطوب قرار دارند یا اینکه محتوی آب هستند مناسب نباشد. برچسب‌های ۹۱۵ مگاهرتزی برد بیشتری دارند و حساسیت آن‌ها نسبت به رطوبت کمتر است اما اندازه بزرگتر آن‌ها باعث می‌شود قابل الصاق بر روی هر کالایی نباشند با این حال برای الصاق بر روی جعبه‌ها و صفحات بارگیری مناسب هستند. اما فرکانس ۱۳٫۵۶ مگاهرتز توسط همه کشورها پذیرفته شده‌است و برچسب‌هایی که با این فرکانس کار می‌کنند را می‌توان بر روی همه کالاها مورد استفاده قرار داد با این حال برد آن‌ها نست به دوتای قبلی کمتر است.

## فواید استفاده از فناوری RFID در صنایع غذایی
تولیدکننده محصولات غذایی قبل از به کارگرفتن فناوری RFIDبایستی تمامی گزینه‌های پیش روی خود را بسنجد. آیا در تولید محصول شرایط لازم‌الاجرا وجود دارد؟ اگر اینطور است باید به دنبال باصرفه‌ترین راه حلی که شرایط لازم را برآورده می‌کند بود. اما اگر شرط لازم‌الاجرایی وجود ندارد، تولیدکننده محصول باید معین کند کدام یک سودمندتر است: استفاده از برچسب‌های RFIDیا کنار گذاشتن گزینه استفاده از برچسب‌ها و ادامه بهره‌گیری از بارکد.
با تکامل فناوری RFIDتولیدکنندگان محصولات مواد غذایی فواید بیشتری را در استفاده از این فناوری در صنایع خود مشاهده می‌کنند. با توجه به اینکه این فناوری از سوی بازار به شکل گسترده‌تری در حال پذیرفته شدن است، قیمتهای عرضه این فناوری کاهش خواهد یافت و به این ترتیب تولیدکنندگان آسان‌تر می‌توانند از این تجهیزات استفاده نمایند. بهره‌گیری از فناوری RFIDمی‌تواند به بهبود نظارت بر موجودی کالاها و راحتی بیشتر مشتریان در استفاده از آن‌ها بینجامد. علاوه بر این برچسب هایRFIDقادر به ذخیره اطلاعات ارزشمندی نظیر تاریخ انقضای محصول هستند که به فروشندگان جزء اجازه می‌دهد خدمات بهتری به مشتریان خود ارائه کنند.

## کاربرد RFID در سیستم کتابخانه
کتابخانه‌های رسمی و عمومی همواره با افزایش مدیریت بر اموال کلکسیونشان و حفظ و بهبود خدمات به مشتری روبرو بوده‌اند. طی بیست سال گذشته کتابخانه‌ها خدمات خود را به مراجعین از کتاب‌های ساده و دوره‌ای تا وسایل Multi-Media همچون CDها و DVDها گسترش داده‌اند. همچنین تعداد زیادی کتابخانه کامپیوترهایی برای مراجعین فراهم می‌کنند تا از اینترنت به عنوان منبع دیگر اطلاعات استفاده کنند.
افزایش منابع کتابخانه‌ها باعث توجه بیشتر به مسئله امنیت اموال و نگهداری آن‌ها و همچنین بهبود سطوح خدمات مراجعین است، در این هنگام مسئولان که سیستم کتابخانه را مدیریت می‌کنند، در جستجوی راه‌هایی هستند تا هزینه اجرا و استفاده از منابع Multi-Media و کامپیوتری را کاهش دهند. به این منظور تکنولوژی RFID راه حلهای زیادی دارد که نوار مغناطیسی و بارکدها به سادگی نمی‌توانند انجام دهند. سیستم RFID Tag بر اساس مواد کاغذ و پلاستیک تنظیم می‌شود. فواید RFID Tag نسبت به بارکدها و نوارهای مغناطیسی عبارتند از:
- اسکن و ذخیره شدن سریعتر داده‌ها.
- راه‌های ساده و آسان‌تر برای مراجعین تا خود بتوانند از شرایط منابع مطلع شوند.
- سرعت اطلاع‌رسانی بالا.
- کاهش قابل ملاحظه در تعداد هشدارهای غلط سنسورها در هنگام خروج.
- سرعت بالا و کاهش زمان جستجو برای کارکنان.
- خودکارسازی بازگشت منابع و طبقه‌بندی شدن دوباره آن‌ها برای دسترسی بهتر مراجعه کنندگان.
- دارای یک چرخه بهتر نسبت به بارکدها.

## روند رو به رشد و گزینشی استفاده از RFID
بسیاری از صاحب نظران معتقد بودند که تعهّد شرکت Wal-Mart در خصوص استفاده از فناوری RFIDنقطه عطفی خواهد شد که موجب همگانی شدن استفاده از این فناوری و پذیرش آن در سطح جهانی خواهد شد. روشن است که فناوری RFIDجایگاه خود را پیدا کرده‌است اما باید توجه داشت که الگوی پذیرش آن تکاملی است نه ناگهانی و انقلابی. شرکت Wal-Mart هم به شکلی تدریجی و فزاینده استفاده از فناوری RFIDرا در دستور کار خود قرار داد. این شرکت در ابتدا تنها محصولاتی را که به مراکز توزیع منطقه Dallas روانه می‌شدند مجهز به برچسب‌های RFIDمی‌کرد. در حال حاضر شرکت Wal-Mart محصولات ارسالی به دو مرکز توزیع دیگر را هم مجهز به فناوری RFIDکرده‌است. از زمان التزام شرکت Wal-Mart به استفاده از فناوری RFIDدر سال ۲۰۰۴ چایگاه این فناوری گسترده‌تر شده و ضمناً گزینه‌های بیشتری در برچسب‌گذاری در دسترس قرار گرفته‌است.
با این حال از میان ۱۰۰ عرضه‌کننده عمده‌ای که خود را متعهد به استفاده از فناوری RFIDکرده‌اند، برخی تنها بخشی از واحدهای نگهداری محصول را مجهز به این فناوری کرده‌اند. حتی بعضی از آن‌ها تعداد انگشت شماری از مراکز نگهداری و ذخیره محصول خود را مشمول استفاده از فناوری RFIDکرده‌اند، با این هدف که تدریجاً تعداد این مراکز را افزایش دهند.
تولیدکنندگان محصولات غذایی در خصوص استفاده از فناوری RFIDبه دنبال راهکاری هستند که با حداقل سرمایه‌گذاری امکان اجرایی شدن داشته باشد، بتواند واحدهای نگهداری کالا و خرده فروشان مورد نظر تولیدکننده را مجهز به فناوری RFIDکند و با استفاده از آن امکان توسعه تدریجی واحدهای تحت پوشش فناوری RFIDفراهم باشد. به عنوان نمونه‌ای از این راهکارها می‌توان به روش «برچسب‌گذاری و ارسال» (slap and ship) اشاره کرد، که به معنای برچسب‌گذاری جعبه و کفه‌های بارگیری کالا (و نه برچسب‌گذاری تک تک کالاها) قبل از بارگیری کالا در تسهیلات عرضه‌کننده و ارسال آن به مراکز فروش است.
برچسب‌های هوشمند. راهکار «برچسب‌گذاری و ارسال» به دو شکل قابل اجرا است: یک روش تعویض دستگاه چاپ بارکد با دستگاه برچسب‌گذاری هوشمند است که با استفاده از آن بتوان روی بسته کالا برچسبی را تعبیه کرد که درونش فرستنده RFID(تراشه و آنتن) تعبیه شده‌است. روش دیگر استفاده از برچسب‌های چسبنده RFIDاست که جدا از برچسب بارکد روی بسته کالا چسبانده شود و برای ذخیره اطلاعات در برچسب‌ها از یک دستگاه کدگذاری در کنار دستگاه چاپ بارکد معمولی استفاده شود. در هر دو روش بارکد چاپ شده بر روی بستهٔ کالا شناسایی کالا را تضمین می‌کند چرا که به برچسب‌های RFIDنمیتوان به‌طور صد در صد اطمینان کرد و برای شناسایی کالا باید راهی به غیر از خواندن اطلاعات برچسب (مثل اعداد نوشته شده زیر بارکد) وجود داشته باشد

## سازگاری نرم‌افزار
سازگاری اطلاعات موجود بر روی برچسب هایRFIDبا نرم‌افزارهای کاربردی موجود، یکی از جنبه‌های مهم معرفی فناوری RFIDاست. اطلاعات جمع‌آوری شده توسط RFID readerها نیاز به تولید ارزش دارد. مثلاً وضوح بیشتر زنجیره عرضه یا برنامه‌ریزی بهینه تر.
این موضوع که بکارگیری RFIDدر ابعادی بسیار بزرگ در زنجیره تولید و عرضه ممکن است به انفجار اطلاعات جمع‌آوری شده منجر شود، امری بسیار حائز اهمیت است و این امر نیاز به نرم‌افزاری را که فاصله خالی بین اطلاعات دریافتی در RFID readerها و اطلاعات موجود بر روی نرم‌افزارها را پرکند، به وجود می‌آورد؛ بنابراین جای تعجب نیست که شرکت‌های تولیدکننده نرم‌افزارهای رابط (میان فرستنده‌ها و گیرنده‌ها)، موسسات برنامه‌ریزی ذخایر (ERP) و فروشندگان سیستم‌های مدیریت انبارداری، برنامه‌های خود را برای همکاری در زمینه تولید RFIDاعلام کرده‌اند.

### امنیت علامت تجاری
بسته‌بندها این روزها نمی‌توانند خیلی محتاط باشند. در عصری که تروریسم با استفاده از مواد شیمیایی، خرابکاری و جعل کالاهای تقلبی و سرقت از فروشگاه‌ها اتفاق می‌افتد، هیچ محلی برای این اتفاقات مضر که کالا را تهدید می‌کنند، امن نیست. خوشبختانه، اقداماتی وجود دارند که با استفاده از آن‌ها می‌توان کالاها را محافظت کرد. چندین پیشرفت خلاقانه برای مواجهه با این خطرات طراحی شده‌اند که در بازار موجود است. بسته‌بندی مهر و موم شده، کالا را از خطرات زیادی مصون می‌دارد، خطراتی از قبیل: دستکاری کالا، دزدی از محصول و غیره.
یکی از متداول‌ترین روش‌های مهر و موم کردن محصول تجاری، برچسب کوچکی است که از یک جنس (polyvinyl chloride) PVC یا polystyvene یا polyethylene ساخته شده‌است. این برچسب‌ها از بالا تا پایین بسته‌بندی روی کالا را پوشش داده و به شکلی واضح و در ۸ رنگ یا بیشتر چاپ شده و نقش برچسب تجاری را دارند. این برچسب‌ها چون یک دید گرافیکی ۳۶۰ درجه دارند، باعث زیباتر به نظر رسیدن کالا می‌شوند و به‌طور معمول در چاپ آن‌ها از رنگ‌های ترکیبی استفاده می‌شود یا بر روی آن‌ها لوگوهایی چاپ کنند که منحصربه‌فرد باشند، و این امر جعل کالای تجاری را مشکل می‌سازد.
دو نوع طرز فکر در مورد نوع بسته‌بندی این برچسب‌های محافظ وجود دارد. برخی کارخانه‌های تولیدی بر این باورند که برچسبی که سخت‌تر کنده می‌شود، امنیت بیشتری برای کالا ایجاد می‌کند و اگر شل باشد، ممکن است به کالا آسیب برسد.
باید در نظر داشت که طرح سوراخ شده می‌تواند باعث ظرافت بیشتر برچسب شده، تا جایی که بعد از باز کردن آن دیگر نمی‌توان آن را سر جای اولش چسباند.

### بسته‌بندی القایی
در بسته‌بندی القایی از یک میدان الکترومگنتیک استفاده می‌شود که یک غشاء را در سرعتی بالای ۸۰۰ دور در ثانیه به جعبه می‌چسباند. کالای بسته‌بندی شده به این شیوه نه تنها هر گونه دستکاری بر روی کالا را نشان خواهد داد، بلکه از بروز رطوبت جلوگیری کرده، تازگی محصول را حفظ می‌کند و از سرقت کالا جلوگیری می‌شود.
در این نوع بسته‌بندی ظرف‌های درپوش دار را زیر یک دستگاه بسته‌بندی الکترومگنتیک قرار می‌دهند که حرارت تولید می‌کند تا غشایی از مهر بسته‌بندی به لبه بطری یا ظرفی که بسته‌بندی می‌شود، بچسبد.

### بسته‌بندی پوسته صدفی
این نوع بسته‌بندی‌ها، هم هرگونه دست خوردگی بر روی کالا را نشان می‌دهند و هم جلوی هرگونه سرقت از روی محصول تولید شده را می‌گیرند. این بسته‌بندی ارزان‌تر از بسته‌بندی‌های صدفی دارای فرستنده امواج (RF) می‌باشد، مقوا یا ساختار فیلم مانند آن مانع از دزدی از روی محصول می‌شود.
همچنین باعث تقویت سوراخ‌های دستگاه دایکات نیز می‌شوند، بنابراین کالاهای دارای وزن بیشتر می‌توانند بر روی ویترین‌ها به صورت آویخته خرید و فروش شوند. برای ایجاد امنیت بیشتر نیز می‌توان یک قطعه محافظت الکترونیکی (EAS) در درون بسته‌بندی صدفی نصب کرد. بسته‌بندی‌های صدفی RF و لاک‌های جذاب و غیرقابل خراب شدن آنها، از نظر فروشندگان جذاب بوده و متقاضیان بیشتری در کارخانه‌های تولیدی دارند.

### ایجاد تمایز توسط هولوگرام
مواد هولوگرافیک برای بسته‌بندی امن، گزینه‌ای بسیار مناسب خواهد بود. هولوگرام، نه تنها ظاهری متمایز به کالا می‌دهد که دارای رنگ‌های متفاوتی است؛ و از آنجایی که چاپ آن نیاز به امکانات ویژه داشته و مشکل است، تولید کالای تقلبی را غیرممکن می‌سازد.

### امنیت در آینده
فناوری همیشه در حال پیشرفت است، تا از متقلبان یک گام جلوتر باشد. یکی از احتمالات امیدبخش در این زمینه، نقشه‌های ریز ساختاری هستند که شامل شناسایی ساختار فیزیکی در مقیاس اتمی بر روی هر نوع کالایی (چه در مرحله بسته‌بندی یا مرحله تولید) و یک پایگاه اطلاعات در مورد کالاها هستند. نتیجه حاصل شده، ابزار جدیدی ضد تقلب در تولید کالا است، زیرا متقلبان سعی می‌کنند تا اطلاعات موجود بر روی کالا را از بین ببرند.

## اهداف به‌کارگیری این تکنولوژی در صنعت عبارتند از
- افزایش کارآمدی
- کاهش خطای ناشی از ورود اطلاعات
- نبود نیاز به نیروی انسانی برای انجام کارهای ساده و پرحجم
- یکپارچه‌سازی و هماهنگ‌سازی جریان مواد، اطلاعات و وجوه مالی در بین چندین سازمان و در درون هر سازمان